# Elena Artamendi García
Elena Artamendi García (Barcelona, 7 d'agost de 1939) fou una gimnasta i dirigent esportiva.
Gimnasta i membre del Club Tennis Barcino especialitzada en gimnàstica artística, fou tercera en la segona edició del Campionat de Catalunya el 1955. Aconseguí set títols consecutius en el Campionat d'Espanya entre 1958 i 1964. Formà part del primer equip espanyol que participà en uns Jocs Olímpics (Roma, 1960). Participà també al Campionat Europeu el 1963, on fou finalista en la barra d'equilibri. Guanyà el Campionat de Catalunya amb el Gimnàs Blume el 1964. Es va retirar el 1965, i després va fer d'entrenadora i jutgessa. Al principi dels anys setanta va entrar a la Junta Directiva de la Federació Catalana de Gimnàstica i el 1977 va ser nomenada presidenta del Comitè Tècnic femení i va entrar a formar part del Comitè Tècnic de la Federació Espanyola. Posteriorment, ja en els anys vuitanta, va passar a ser vicepresidenta primera de la Federació Catalana i en va ocupar provisionalment la presidència, després de la sobtada mort de Joan de la Llera . El 1988, quan Maria Rosa Guillamet va accedir a la presidència de la federació, va seguir encara uns anys com a responsable de l'artística femenina catalana. Entre altres distincions rebé la medalla de plata al mèrit esportiu.